# Liste der Naturschutzgebiete in Dortmund
Die Liste der Naturschutzgebiete in Dortmund enthält die Naturschutzgebiete der kreisfreien Stadt Dortmund in Nordrhein-Westfalen.

## Liste
| Schlüsselnummer | Gebietsname                                         | CDDA-Sitecode | IUCN-Kategorie | Schutzwürdige Biotope     | Fläche in ha | Flächenanzahl | Jahr der Ausweisung | Bild |
| --------------- | --------------------------------------------------- | ------------- | -------------- | ------------------------- | ------------ | ------------- | ------------------- | ---- |
| DO-002          | Hallerey                                            | 81811         | IV             | BK-4410-0001              | 75,5926      | 3             | 1978                |      |
| DO-003          | Mastbruch                                           | 164582        | IV             | BK-4410-0115              | 38,3455      | 1             | 1986                |      |
| DO-004          | An der Panne                                        | 162215        | IV             | BK-4510-0903              | 20,7629      | 2             | 1986                |      |
| DO-007          | Mengeder Heide                                      | 164605        | IV             | BK-4410-0112              | 15,3579      | 1             | 1986                |      |
| DO-008          | Kurler Busch                                        | 165096        | IV             | BK-4411-0065              | 197,3466     | 1             | 1986                |      |
| DO-009          | Oelbachtal                                          | 164920        | IV             | BK-4409-0051              | 20,0615      | 1             | 1986                |      |
| DO-010          | Dellwiger Bach                                      | 162721        | IV             | BK-4409-0049              | 112,1360     | 1             | 1986                |      |
| DO-011          | Groppenbruch                                        | 163331        | IV             | BK-4410-0111              | 23,3579      | 1             | 1987                |      |
| DO-012          | Beerenbruch (Teilfläche auf Dortmunder Stadtgebiet) | 162356        | IV             | BK-4410-0113              | 22,9195      | 1             | 1987                |      |
| DO-013          | Im Siesack                                          | 163884        | IV             | BK-4410-0114              | 169,6486     | 1             | 1987                |      |
| DO-014          | Lanstroper See                                      | 164377        | IV             | BK-4411-0066              | 72,9715      | 1             | 1987                |      |
| DO-015          | Auf dem Brink                                       | 162270        | IV             | BK-4411-0066              | 45,8867      | 1             | 1987                |      |
| DO-016          | Alte Körne                                          | 162092        | IV             | BK-4411-0068              | 125,8051     | 2             | 1987                |      |
| DO-017          | Steinbruch Schüren                                  | 319149        | IV             | BK-4511-0140              | 8,6168       | 2             | 1990                |      |
| DO-018          | Hohensyburg - Klusenberg                            | 319021        | IV             | BK-4510-0157              | 42,8678      | 3             | 1990                |      |
| DO-019          | Bolmke                                              | 555737185     | IV             | BK-4510-0159              | 62,08        | 1             | 1999                |      |
| DO-020          | Herrentheyer Wald (Holzkamp)                        | 378208        | IV             | BK-4410-0110              | 22,2553      | 1             | 2005                |      |
| DO-023          | Grävingholz                                         | 378194        | IV             | BK-4410-0109              | 124,0468     | 1             | 2005                |      |
| DO-024          | Süggel                                              | 378293        | IV             | BK-4410-0108              | 69,9212      | 1             | 2005                |      |
| DO-025          | Kirchderner Wald                                    | 378221        | IV             | BK-4410-0003              | 26,9265      | 1             | 2005                |      |
| DO-026          | Sanderoth                                           | 378275        | IV             | BK-4411-0067              | 23,5742      | 1             | 2005                |      |
| DO-027          | Buschei                                             | 378171        | IV             | BK-4411-0069              | 45,1893      | 2             | 2005                |      |
| DO-028          | Wickeder Ostholz                                    | 378323        | IV             | BK-4411-0032 BK-4411-0064 | 77,3980      | 1             | 2005                |      |
| DO-029          | Dorneywald                                          | 378175        | IV             | BK-4510-007               | 40,5515      | 1             | 2005                |      |
| DO-030          | Fürstenbergholz                                     | 555737188     | IV             | BK-4510-0158              | 81,82        | 1             | 2005                |      |
| DO-031          | Aplerbecker Wald                                    | 378147        | IV             | BK-4511-0138              | 114,4798     | 1             | 2005                |      |
| DO-032          | Niederhofer Holz                                    | 555734400     | IV             | BK-4510-0044              | 155,89       | 1             | 2020                |      |
| DO-033          | Bodelschwingher Wald                                | 555734401     | IV             | BK-4410-0071              | 73,18        | 2             | 2020                |      |
| DO-034          | Erlensundern                                        | 555734402     | IV             | BK-4411-0003              | 14,07        | 1             | 2020                |      |
| DO-035          | Wickeder Holz                                       | 555734403     | IV             | BK-4411-0041              | 57,88        | 1             | 2020                |      |
| DO-036          | Großholthauser Mark                                 | 555734404     | IV             | BK-4510-0127              | 130,40       | 5             | 2020                |      |
| DO-037          | Wannebachtal - Buchholz                             | 555734405     | IV             | BK-4511-0078              | 100,60       | 2             | 2020                |      |
| DO-038          | Bittermark                                          | 555734406     | IV             | BK-4510-0073              | 148,60       | 1             | 2020                |      |
| DO-039          | Kruckeler Wald                                      | 555734407     | IV             | BK-4510-0043              | 52,75        | 1             | 2020                |      |
| DO-040          | Kleinholthauser Mark                                | 555734408     | IV             | BK-4510-0126              | 35,72        | 3             | 2020                |      |